# Carola Peill
Carola Peill (geborene Jaeger; * 11. September 1907 in Frankfurt (Oder); † 8. März 1992 in Köln) war eine deutsche Kunstsammlerin, Mäzenin und Gründerin der Günther-Peill-Stiftung. Gemeinsam mit ihrem Mann Günther Peill legte sie ab den 1950er Jahren eine bedeutende Kunstsammlung an, deren Werke Klassischer Moderne sich heute größtenteils im Museum Ludwig in Köln sowie im Leopold-Hoesch-Museum in Düren befinden. 1986 gründete Carola Peill in Erinnerung an ihren Ehemann die Günther-Peill-Stiftung als selbständige Stiftung mit Sitz am Leopold-Hoesch-Museum Düren.

## Leben
Carola Jaeger wurde 1907 als Tochter von Otto Jaeger (1859–1919) und Charlotte Jager, geb. Bierig (1870–1941) in Frankfurt an der Oder geboren. Nach dem frühen Tod ihres Vaters übersiedelte ihre Mutter mit ihr nach Düsseldorf.  Dort besuchte sie die Schule und das Lehrerinnenseminar in der Steinstraße. 1923 wurde sie an dem von Louise Dumont und Gustav Lindemann gegründeten Schauspielhaus Düsseldorf in der Klasse von Hilda Senff in rhythmischer Gymnastik, Sprachchor und Sprachtechnik ausgebildet, 1924 übernahm sie kleinere Rollen am Stadttheater Düsseldorf. Von 1924 bis 1926 folgte eine Ausbildung bei der Deutschen Bank. Als junge Frau verkehrte sie in Düsseldorf in Künstlerkreisen, unter anderem um Mutter Ey. In den Folgejahren arbeitete Carola Peill als Schauspielerin in Film- und Theaterproduktionen, als Sprecherin für Hörspiele und Schulfunk der Westdeutschen Rundfunk AG, als Fotomodell und als (Stummfilm-)Schauspielerin in Berlin, wohin sie 1930 umzog. Von 1930 bis 1932 war sie in der Werbeabteilung einer Kosmetikfirma tätig. In Berlin lernte sie den Glasfabrikanten Günther Peill kennen, den sie 1932 heiratete und mit dem sie 1933 nach Düren zog. Nach dem Zweiten Weltkrieg war Carola Peill ab 1948 für die von ihm mitgeleitete Glashütte Peill & Putzler in Bereichen der Werbung und des Marketing tätig.
Gemeinsam baute das Paar in der Nachkriegszeit eine umfangreiche Kunstsammlung auf, vorwiegend im Bereich der klassischen Moderne.
Seit 1970 lebte Carola Peill mit ihrem Ehemann in Köln; nach dessen Tod 1974 stiftete sie dem Wallraf-Richartz-Museum und dem Museum Ludwig zahlreiche Kunstwerke des 20. Jahrhunderts aus ihrer Sammlung, darunter 54 Grafiken von Ernst Wilhelm Nay, mit dem das Ehepaar seit den 1950ern befreundet war und dessen Werke sie früh erworben hatten.
1976 wurde Carola Peill für ihre Verdienste um die Kölner Museumslandschaft mit der Jabach-Medaille ausgezeichnet. In ihrer 1986 gegründeten Stiftung zur Förderung junger Kunstschaffender – die sie zu Ehren ihres Mannes Günther-Peill-Stiftung nannte – nahm sie bis an ihr Lebensende 1992 maßgeblichen Einfluss auf die Auswahl der Künstlerinnen und Künstler für die Förderstipendien.
Bereits anerkanntere Künstler, deren Werk der zeitgenössischen Kunst wichtige Impulse liefert und von dauerhaftem Bestand ist, werden seit 1996 durch die Verleihung des Peill-Preises gewürdigt.
Nach dem Tod von Carola Peill 1992 erbte die Stiftung insgesamt 78 Werke, darunter 40 Werke von Ernst Wilhelm Nay. Zudem ermöglichte die Stiftung auf Carola Peills langjährigen Wunsch hin durch großzügige Unterstützung die Finanzierung eines Erweiterungsbaus des Leopold-Hoesch-Museums, der 2010 als „Peill-Forum“ eingeweiht wurde.
[1] Ebd, S. 92.
Carola Peill starb 1992 in Köln und wurde im Grab ihres Mannes auf dem Kölner Melaten-Friedhof beigesetzt.